# Казекирхен
Казекирхен (нем. Casekirchen) — деревня в Германии, в земле Саксония-Анхальт. Входит в состав общины Молауэр-Ланд района Бургенланд.
Население составляет 273 человека (на 31 декабря 2006 года). Занимает площадь 8,83 км².
Впервые упоминается в 977 году как Цесице, в 1253 году упоминается как Каскеркене.
До 31 декабря 2009 года Казекирхен имел статус общины (коммуны), подразделявшейся на 2 сельских округа. 1 января 2010 года населённый пункт вошёл в состав новой общины Молауэр-Ланд.